# Ziekenhuisinformatiesysteem
Een ziekenhuisinformatiesysteem (ZIS) is een elektronisch informatiesysteem gebruikt in ziekenhuizen. Het systeem bevat patiëntgegevens.
Een ZIS omvat minimaal
- het beheer van administratieve patiëntgegevens (zoals: naam, geboortedatum, adres, telefoonnummer, contactgegevens, geboorteplaats, huisarts, verzekering)
- ondersteuning van de logistiek van het zorgproces (opname-/bezoekgegevens: met wie is de patiënt in contact gekomen, op welke locatie, hoelang, welke zorgverlener was verantwoordelijk)
- ondersteuning van het facturatieproces aan zorgverzekeraars en patiënten.

De exacte inhoud van een ZIS verschilt per softwareleverancier. Het ene ZIS voegt de ondersteuning van laboratoriumprocessen toe, of een EPD. Er zijn tevens ZIS-systemen die de doelstelling hebben alle processen in het ziekenhuis (administratief of zorginhoudelijk) te ondersteunen.
Doorgaans bevat een ZIS slechts een gedeelte van de in het ziekenhuis aanwezige gegevens. Deze gegevens kunnen (via HL7) worden gekoppeld aan de verschillende deelsystemen in een ziekenhuis voor bijvoorbeeld radiologie en laboratorium. Ook is een koppeling mogelijk met PACS (beeldverwerkend systeem), zodat ook radiologische beelden toegankelijk zijn.